# Democracia Radical
La Democracia Radical (DR) fue un partido político chileno de centroderecha creado en 1969. Disuelta en 1973, reaparece en 1983 para desaparecer definitivamente en 1990.

## Historia

### Fundación y oposición a la Unidad Popular
Estuvo compuesto por militantes radicales opuestos al apoyo de la candidatura presidencial del socialista Salvador Allende. Representaba el ala más derechista y anticomunista del radicalismo que se separa definitivamente del PR. El 6 de mayo de 1969 el grupo de dirigentes del partido presentó una declaración que criticaba al Comité Ejecutivo Nacional del PR. Dichos militantes se reunieron en un grupo conocido inicialmente como Movimiento de Unidad Democrática; los integrantes de dicho movimiento fueron expulsados del Partido Radical durante la XXIV Convención Ordinaria, celebrada en Santiago del 27 al 29 de junio de 1969.
Democracia Radical fue fundada por Julio Durán Neumann, Domingo Durán, Ángel Faivovich, Julio Mercado Illanes, Héctor Campos Pérez, Raúl Morales Adriasola, Héctor Veloso Sandoval y Rafael Señoret. Al partido se sumaron otros radicales, que habían pertenecido al sector derechista y que tenían una larga participación en dicha tienda, como Pedro Enrique Alfonso y Alfonso Quintana. El acto de constitución del partido se realizó el 22 de noviembre de 1969 en el Salón de Honor del Congreso Nacional.
El partido quedó reconocido legalmente por la Dirección del Registro Electoral el 15 de enero de 1970. Apoyó la candidatura presidencial de Jorge Alessandri en la elección presidencial de ese año.
Firme opositor de la Unidad Popular, en julio de 1972 formó con el Partido Nacional la Federación Nacional-Democracia Radical (FNDR), que a su vez estaba integrada dentro de la Confederación de la Democracia (CODE), coalición bajo la cual presentó candidaturas para las elecciones parlamentarias de 1973. El 8 de agosto de 1973 la FNDR fue disuelta luego que la Democracia Radical abandonara su coalición con el Partido Nacional.
A inicios de septiembre de 1973 la DR acordó formar junto con el Partido de la Social Democracia Chilena (PSD) el «Partido Federado Socialdemócrata», una federación que buscaba la posterior fusión de ambas colectividades; dicha federación estaba encabezada por Raúl Molina (presidente, DR), René Abeliuk (primer vicepresidente, PSD), Florencio Galleguillos (segundo vicepresidente, DR), Amador Navarro (tercer vicepresidente, PSD), Arturo Venegas (secretario general, PSD) y Luis Ángel Santibáñez (tesorero, DR). Apoyó el golpe militar de 1973, acatando voluntariamente su disolución en el mismo año.
Durante los años 1970 el partido tuvo dos emblemas: uno fue un cóndor rodeado por un círculo de color azul y con letras rojas DR, y el otro consistía en un rombo mitad azul y mitad rojo, con las letras DR de color blanco en el centro.

### Reorganización, plebiscito y democracia
En 1983, DR reaparece liderada por Jaime Tormo, como acérrimo partidario de la dictadura militar de Augusto Pinochet, formando parte del Grupo de los Ocho y del Acuerdo Democrático Nacional al año siguiente. A diferencia de su etapa anterior a 1973, el partido se vio reducido debido a la salida de algunos militantes emblemáticos: Ángel Faivovich, Germán Picó Cañas y Aquiles Cornejo ingresaron al Frente Nacional del Trabajo, movimiento que posteriormente se transformó en Renovación Nacional. Otros adherentes, como el exdiputado Julio Mercado Illanes, regresaron al tronco central del Partido Radical. En 1985 algunos antiguos militantes de la Democracia Radical y el Movimiento de Unidad Radical, liderados por el militar en retiro Juan Carlos Stack constituyeron la Unión Cívica Radical, de breve existencia.
El partido se abocó en diciembre de 1985, junto a otros movimientos y partidos políticos, al estudio y análisis del Anteproyecto de Ley Orgánica Constitucional de Elecciones. El 31 de enero de 1986 constituyó el Frente Democrático de Concordia (Fredeco), de breve duración, junto al Movimiento Social Cristiano, la Unión Cívica Radical, el Partido Democrático Nacional (facción de Apolonides Parra), el Partido Democracia Social, el Movimiento Obrero Socialdemócrata, el Movimiento Javiera Carrera y el Centro Cívico Arturo Matte.
Se constituyó como partido político legalmente inscrito ante el Servicio Electoral de Chile el 25 de febrero de 1988. Apoyó la opción "Sí" en el plebiscito de 1988. El emblema del partido en este período consistía en dos medias figuras estilizadas de un cóndor unidas por un triángulo que contiene las letras DR con un fondo azul.
El 26 de octubre de 1988 formó junto al Partido Nacional por el Sí, el Partido Socialdemócrata, Avanzada Nacional, el Partido Democrático de Chile, el Partido Liberal Demócrata, el Centro Democrático Libre, los Comités Cívicos, el Gran Frente Cívico de Chile, el Movimiento de Independientes de Centro, el Frente Nacional de Profesionales e Intelectuales, y el Movimiento de Unidad Social Cristiana, la Confederación Democrática (CODE), de muy corta existencia y que desapareció en 1989 durante las negociaciones para las candidaturas parlamentarias de dicho año.
En 1989 apoyó la candidatura presidencial de Hernán Büchi, que era respaldado por el pacto Democracia y Progreso. A pesar de esto, no entró en aquella coalición y tuvo que participar en una alianza electoral con el partido nacionalista Avanzada Nacional, denominada Alianza de Centro (ALCE), llevando candidatos a diputado y senador por algunas regiones. Debido a que obtuvo menos del 5 % de la votación de diputados exigida por la ley, el partido fue declarado en disolución, lo cual se subsanó al fusionarse con el Partido Nacional y Avanzada Nacional en el partido Democracia Nacional de Centro, el cual al poco tiempo recuperó el nombre de Partido Nacional, hasta su total disolución.

## Resultados electorales

### Elecciones parlamentarias
|  | 1,94 % |

|  | 2,24 % |

|  | 0,42 % |

|  | 0,42 % |

### Elecciones municipales
| Elección | Votos   | % de votos      | Regidores |
| -------- | ------- | --------------- | --------- |
| 1971     | 110 021 | \| \| 3,93 % \| | 53/1653   |
|          | 3,93 %  |                 |           |

## Autoridades

### Senadores
| Nombre                 | Provincia                  | Agrupación provincial     | Período                      |
| ---------------------- | -------------------------- | ------------------------- | ---------------------------- |
| Julio Durán Neumann    | Malleco y Cautín           | 8° Agrupación Provincial  | 1969-1973 (electo por el PR) |
| Raúl Morales Adriasola | Chiloé, Aisén y Magallanes | 10° Agrupación Provincial | 1969-1973 (electo por el PR) |

### Diputados
| Nombre                        | Provincia | Agrupación departamental     | Período                      |
| ----------------------------- | --------- | ---------------------------- | ---------------------------- |
| Julio Alberto Mercado Illanes | Coquimbo  | 4° Agrupación Departamental  | 1969-1973 (electo por el PR) |
| Rafael Señoret Lapsley        | Santiago  | 7° Agrupación Departamental  | 1969-1973 (electo por el PR) |
| Héctor Campos Pérez           | Curicó    | 10° Agrupación Departamental | 1969-1973 (electo por el PR) |
| Renato Laemmermann Monsalves  | Arauco    | 18° Agrupación Departamental | 1969-1973 (electo por el PR) |
| Rafael Otero Echeverría       | Santiago  | 7° Agrupación Departamental  | 1973                         |
| Germán Becker Bäechler        | Cautín    | 21° Agrupación Departamental | 1973                         |